# 愛宕通敬
愛宕通敬（おたぎ みちのり、享保9年（1724年）5月23日 - 天明7年（1787年）9月1日）は、江戸時代中期の公卿。

## 官歴
- 元文6年（1741年）：従五位上、兵部権大輔、右馬頭
- 延享元年（1744年）：正五位下、
- 延享5年（1748年）：従四位下
- 寛延3年（1750年）：右少将
- 宝暦2年（1752年）：従四位上
- 宝暦6年（1756年）：正四位下
- 宝暦10年（1758年）：左中将
- 宝暦11年（1759年）：従三位
- 明和4年（1767年）：正三位
- 安永8年（1779年）：参議
- 安永9年（1780年）：従二位
- 天明5年（1785年）：権中納言

## 系譜
- 実父：英彦山座主権僧正・相有
- 養父：愛宕通貫
- 子：愛宕通直